# Ángel Monguzzi

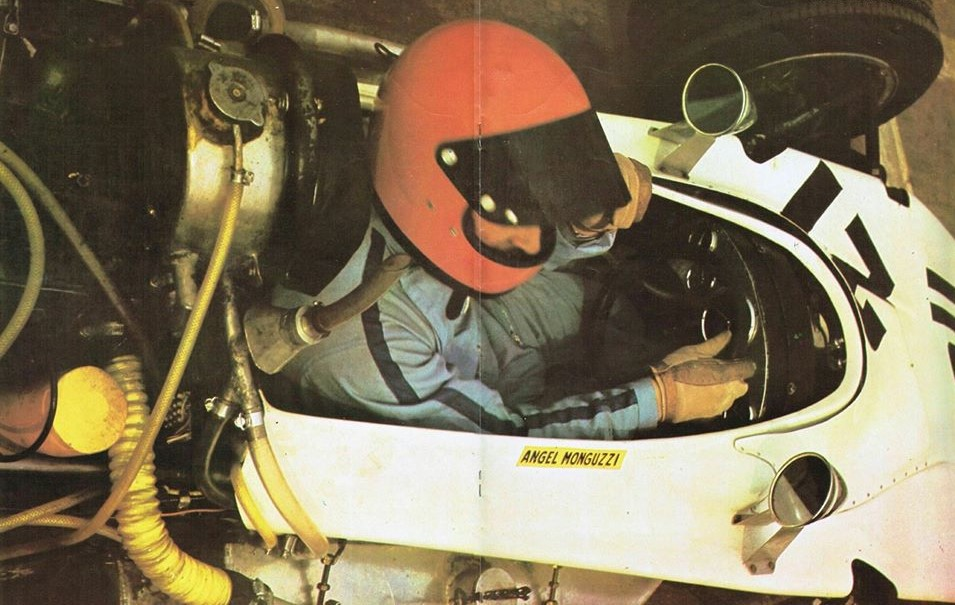
Ángel Monguzzi a bordo de su monoplaza Trueno Sprint-Chevrolet

Ángel Rubén Monguzzi (Córdoba, 8 de octubre de 1939) es un exgolfista y piloto de automovilismo argentino.
En su carrera automovilística, logró dos campeonatos en Turismo Nacional, donde ganó 22 carreras, y uno en Fórmula 1 Mecánica Argentina, logrando un total de nueve triunfos en esta última. También participó en competencias internacionales de sport prototipos. Ganó un aproximado de 80 carreras a nivel nacional en 350 participaciones.

## Golf
Monguzzi comenzó a jugar al golf a los nueve años. Participó en el mundial de Estados Unidos 1960 y en Roma. Ganó la Copa de Oro en Punta del Este a Roberto Benito por 20 golpes.

## Automovilismo
Su primera carrera fue en 1958, cuando tomó el Volvo P44 de su padre y se inscribió en una carrera zonal estándar, la cual ganó. En los años siguientes corrió en Turismo Mejorado, Turismo Grupo 2, Fórmula 4 Nacional, entre otros campeonatos. Fue campeón de Turismo Nacional Clase B 1968 con un Renault Gordini.
A finales de los 60 debutó en Turismo Carretera con un Panizza-Tornado. Su última carrera en la categoría fue en Mina Clavero en 1972, donde tuvo un accidente a poco de la llegada estando en el primer puesto. En esos años también corrió en Sport Prototipo Argentino.
En 1971 participó en los 1000 km de Buenos Aires del Mundial de Marcas con un Porsche 917K. Ocupó el lugar de Willi Kauhsen, quien se encontraba enfermo, en el equipo alemán Auto Usdau y corrió junto a Reinhold Joest. Se quedaron sin nafta a mitad de la competencia.
En 1972 corrió en los 500 km de Interlagos con un Berta LR-Cosworth, ganó las 500 Millas Argentinas de Rafaela del campeonato de Fórmula 1 Mecánica Argentina con un Pianetto-Dodge, alcanzando el récord histórico de velocidad promedio, y fue campeón de esta categoría con cuatro victorias y 96 puntos, 30 puntos más que el subcampeón Luis Rubén Di Palma.
Al año siguiente viajó a Estados Unidos para ser parte de las 6 Horas de Watkins Glen junto a Néstor García Veiga en un Ferrari 365 GTB/4. Repitió la victoria en las 500 Millas Argentinas en 1977 con un monoplaza del mismo fabricante.
En 1982 fue campeón junto a Daniel Mustafá de la Clase 7 del TN, con un Renault 18. También compitió en el Turismo Competicion 2000 con Ford Sierra XR4 en los años 1985 y 1986 y entre los 1982 y 1987 corrió en el Club Argentino de Pilotos, triunfando en varias ocasiones.
En los años 2000 compitió en Top Race (ganó en La Rioja 1999), Fiat Linea Competizione y Copa Mégane, entre otras. También participó en la Carrera de la Historia de Top Race de 2009 como invitado de Néstor Girolami. En 2018, con 77 años, fue parte de una competencia de la Porsche GT3 Cup Trophy Argentina.

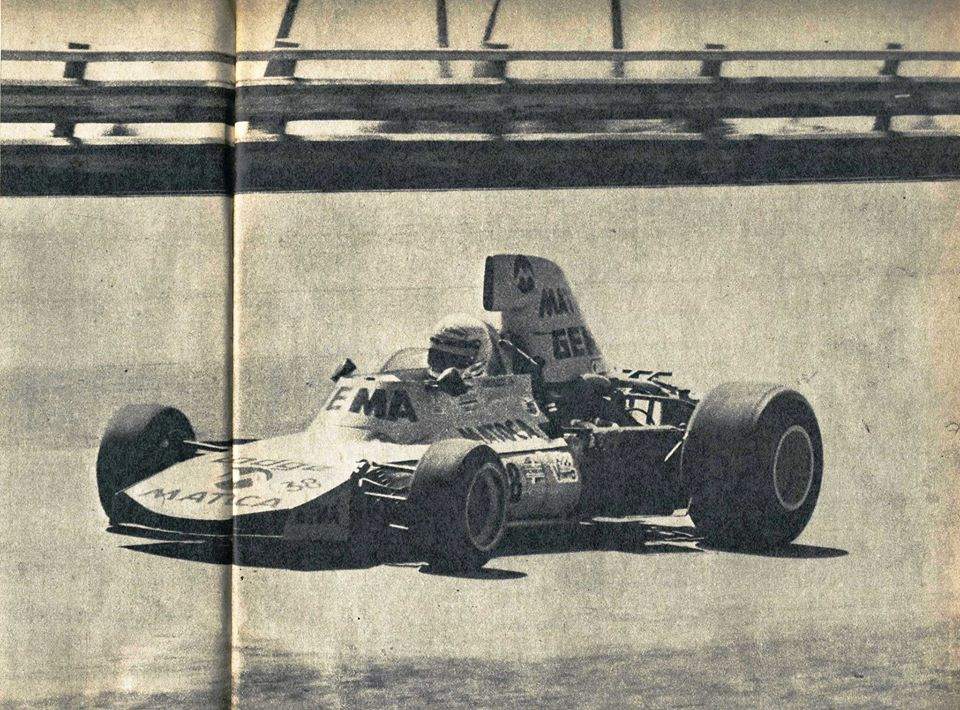
Ángel Monguzzi en las 500 Millas de Rafaela de 1977